# Почаевская лавра
Успе́нская Поча́евская ла́вра (укр. Свято-Успенська Почаївська лавра) — православный монастырь со статусом лавры в Почаеве, Тернопольская область, Украина. Крупнейший православный храмовый комплекс и монастырь на западе Украины и второй на территории Украины после Киево-Печерской лавры. До 23 ноября 2018 года относилась к Тернопольской и Кременецкой епархии Украинской православной церкви, но Министерство юстиции Украины отменило своё решение от 2003 года о передаче комплекса и вернуло его в распоряжение Кременецко-Почаевского государственного историко-архитектурного заповедника.

## История

### Начало

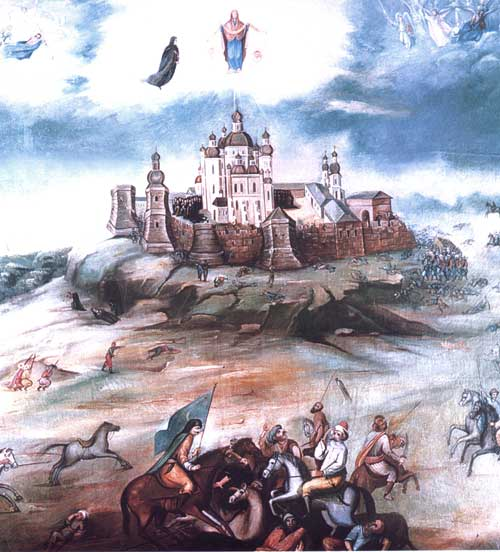
Почаевская лавра, 1800

Согласно преданию, монастырь основали монахи Киево-Печерской лавры, которые бежали от нашествия монголов в 1237—1240 годах. Иноки из Киево-Печерского монастыря укрывались от войск Батыя в ближайших пустынных лесах на западе Руси. Часть Волыни, где находится теперь лавра, с окрестностями города Кременца, входила тогда в состав Галицкого-Волынского княжества. Иноки жили в природных скалистых пещерах Горы Почаевской.
Есть другое предание, которое говорит, что ещё до нашествия татар основал в этих местах монастырь-скит греческий монах с Афона Мефодий Почаевский в 1228 году. Прослышав о его подвигах, и пришли сюда киевские чернецы, объединившись с учениками Мефодия.
Как утверждает Шумило, Сергей Викторович:
"В XIII в., согласно старинному преданию, на Почаевской горе на Волыни Святогорец по имени Мефодий, прибыв из Афона, основывает будущую прославленную Свято-Успенскую Почаевскую Лавру. Место, на котором она находится, до сих пор именуется Святой Горой. В память об этой связи в XIX в. вблизи "Старого Русика" на Афоне была построена Почаевская келейная обитель. Документальных свидетельств об основателе монастыря на Почаевских горах не сохранилось. Древнейший известный источник относится к 1732 году. Однако он грешит многими неточностями, в том числе относительно даты основания обители (большинство других преданий относит создание монастыря к периоду монголо-татарского нашествия, то есть после 1240 года) и, соответственно, периода жизнедеятельности прп. Мефодия Почаевского. Оно и понятно, устное предание в течение 400 лет не могло сохранить точные даты событий. В то же время, если не опираться на имеющиеся сомнительные моменты в этой польско-базилианской рукописи, можем предположить, что прп. Мефодий, с именем которого предание связывает появление Почаевской обители, был никем иным, как игуменом древнерусского монастыря на Афоне. Основанием для такого предположения является Акт Прота Святой Горы за 1262 г., в котором упоминается игумен Русика Мефодий. на сегодняшний день это единственный сохранившийся оригинальный документ той эпохи, в котором в привязке к Руси и Афону прослеживается реальный персонаж с именем Мефодий. Вполне возможно, что родом он был из Волыни, почему и посетил этот край после его разорения монголо-татарами. Память о нем вполне могла храниться в утраченных почаевских актах и преданиях, откуда и была заимствована автором польско-базилианской рукописи «Monastyr Skit» 1732 года" (Шумило С. В. Перший давньоруський монастир на Афоні та його зв’язки з Київською Руссю: 1000 років // Афонское наследие: Научный альманах («The Athonite Heritage», a Scholar's Anthology). Вып. 5 – 6. Киев – Чернигов: Издание Международного института афонского наследия в Украине, 2017. – С. 72-73). 
Первое документальное упоминание в актах Кременецкого гродского суда датируется 1527 годом.

### Эпоха Иова Почаевского
В 1597 году монастырь получил в дар от местной помещицы Анны Гойской значительные земельные угодья, имения и чудотворный образ Божьей Матери. В 1649 году на средства Фёдора и Евы Домашевских построен новый каменный храм монастыря.
Расцвет монастыря приходится на первую половину XVII века в связи с деятельностью игумена Иоанна Железа, он же Иов Почаевский. Братия монастыря отказалась принять Брестскую унию, оставаясь в православии.
2 августа 1675 года пятидесятитысячное турецко-татарское войско под руководством хана Нурредина подступило к Почаеву. Жители соседних поселений сбежались к монастырю, который был обнесён в ту пору только грубым деревянным частоколом. Все, кто только в силе был держать оружие, как из числа монахов, так и из числа мирян, стали на защиту обители. По преданию, во время чтения акафиста перед Почаевской иконой Божьей Матери на небе вдруг расступились тучи, и над собором появилась сама Богородица в блестящем сиянии, окружённая ангелами, а рядом с ней молящийся Иов Почаевский. Татары приняли небесное воинство за привидение, в смятении стали стрелять в Богородицу и преподобного Иова, но стрелы возвращались назад и ранили тех, кто их пускал. В паническом бегстве, не разбирая своих, они убивали друг друга. Защитники монастыря устремились в погоню и захватили многих в плен. Некоторые пленные впоследствии приняли христианскую веру и остались в обители навсегда.

### Униатский период

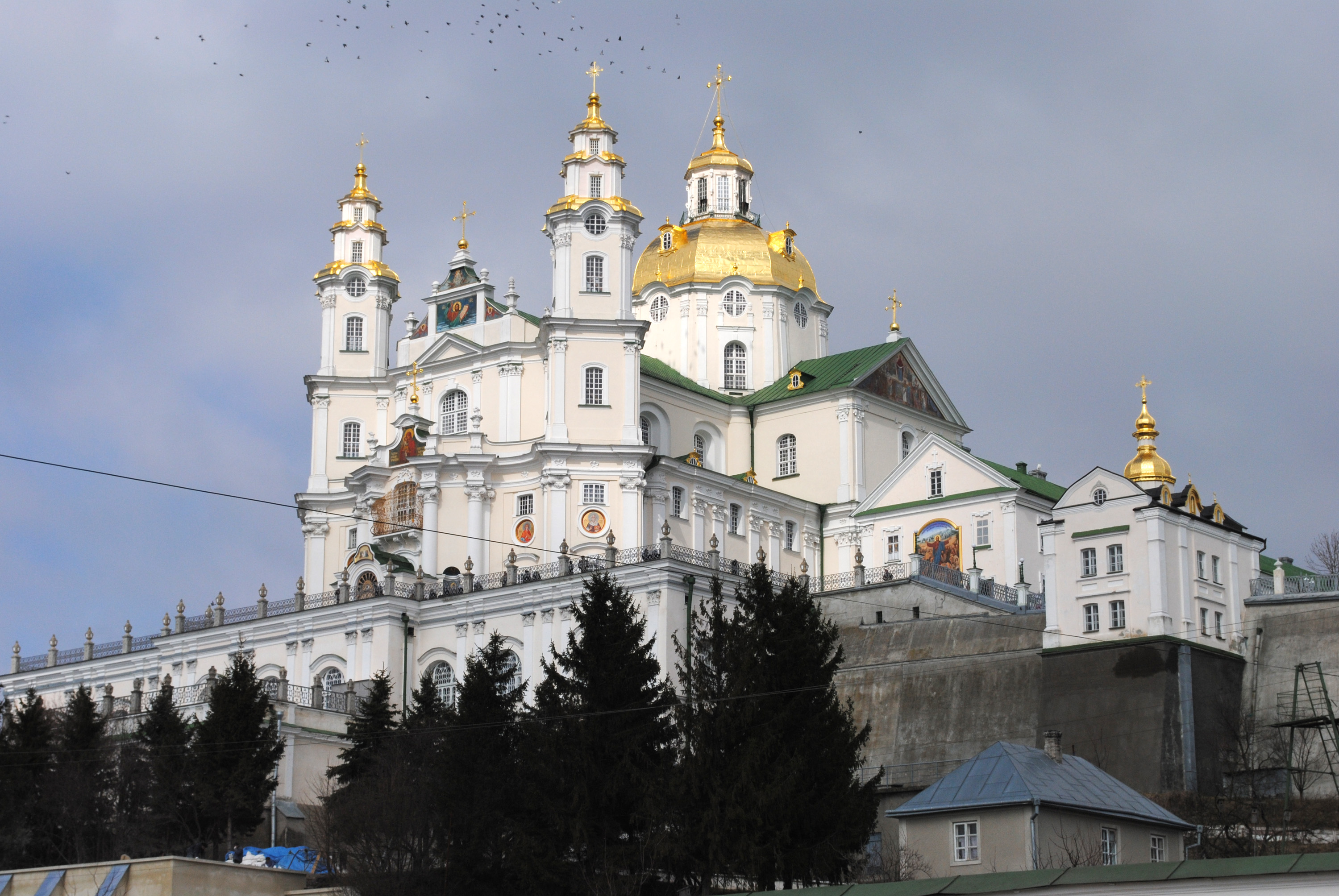
Успенский собор (1771-1791)

С 1713 по 1831 год монастырь был униатским (с 1795 года в Российской империи). Монастырь был одним из центров униатского Василианского ордена.
На протяжении 1720—1740 годов архитектор П. Гжицкий спроектировал и построил двухэтажные корпуса братских келий с трапезной. В тот период были построены: главный храм монастыря — Успенский (1771—1791), трапезная, монашеские кельи. Средства на реконструкцию монастыря выделял Николай Потоцкий, архитектор — Ян Готфрид Гофман. Общая композиция комплекса — террасная, здания расположены на склонах с постепенным повышением к главному — Успенскому собору. Главный фасад украшают две башни, по католической традиции — под углом 45° к главной оси, подчёркивают всефасадность собора — характерную черту украинских церквей. В целом композиция с одним центральным куполом на восьмерике и двумя боковыми башнями созвучна лучшим образцам украинского барокко — соборам Троицкого монастыря в Чернигове и Мгарского монастыря возле Лубен на Полтавщине.
С 1730 года действовала Почаевская типография, издавшая 187 книг. Лавра богато украшена настенными росписями, скульптурами и орнаментами.

## В юрисдикции российского Святейшего синода
В 1831 году, после подавления польского восстания 1830—1831 годов, монастырь указом императора Николая I был переведён в православие, в ведение российского Святейшего синода; большинство монахов василиан, принявших вооружённое участие в мятеже в нарушение монашеских обетов, вынуждены были покинуть обитель. В 1833 году обитель получила статус лавры с присвоением ей четвёртого места в числе тех, что существовали в Российской империи (Троице-Сергиева Лавра, Александро-Невская Лавра, Нямецкая лавра). В соборном храме над царскими вратами разместили чудотворную Почаевскую икону Божей Матери.
В 1842 году на средства графини Анны Орловой-Чесменской для храма Святой Троицы была сооружена серебряная рака, которая выполнена Ф. А. Верховцевым, для мощей преподобного Иова Почаевского.
В 1861—1869 годах была сооружена барочная колокольня высотой 65 м. В 1906—1912 годах архитектором Алексеем Щусевым был построен нынешний Троицкий собор в древнерусском (новгородско-псковском) стиле.
В 1915—1916 годах оккупационными австро-венгерскими войсками 16 из 18 православных монахов были отправлены в концентрационный лагерь (двоих иноков укрыли у себя местные жители). В доме игумена было размещено кафе-шантан, а в трапезной церкви устроен был кинематограф — иконостас служил декорацией, а место престола служило экраном. После занятия Почаева русскими войсками в 1916 году было восстановлено богослужение.

## Во время Второй мировой войны

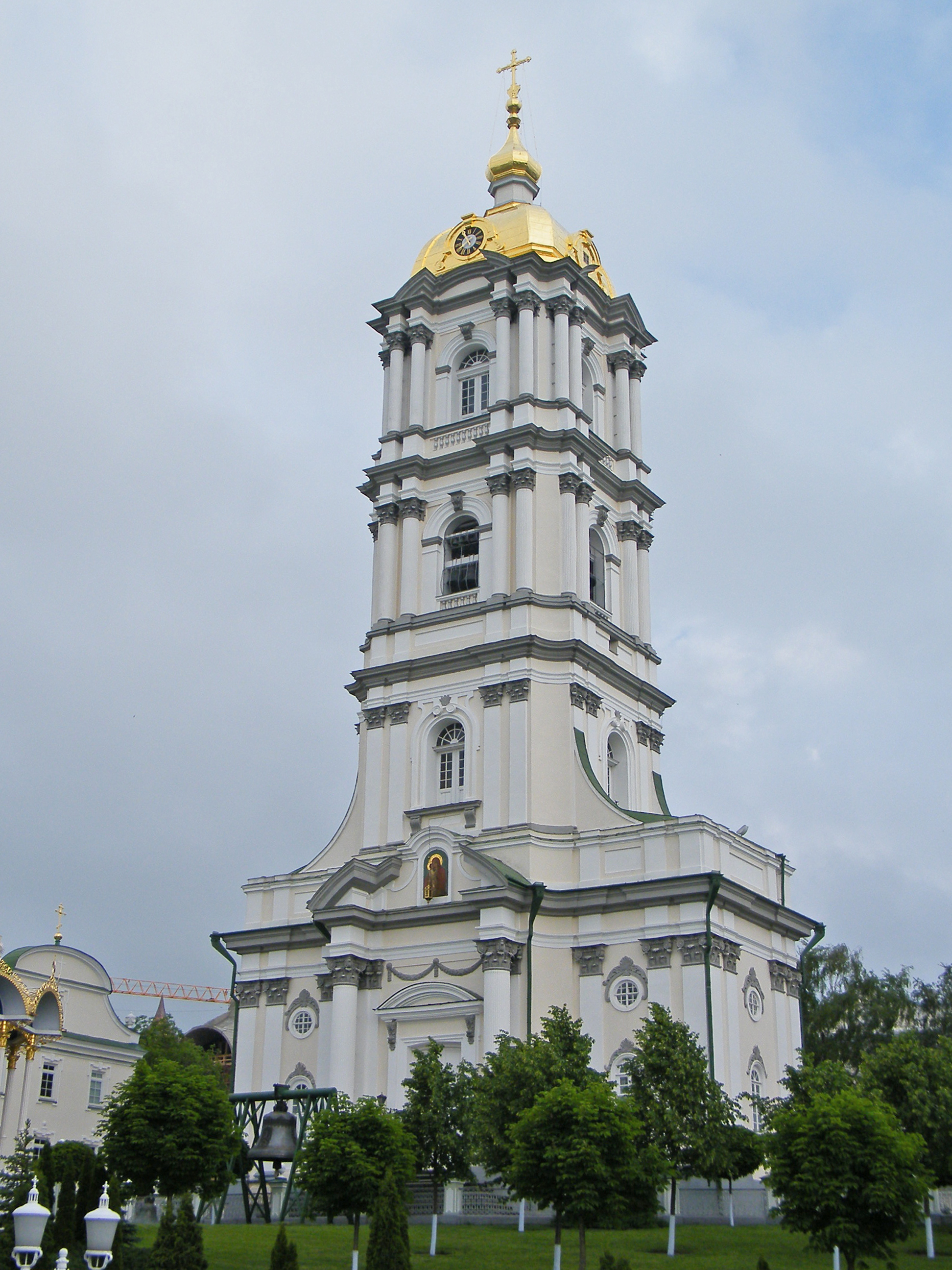
Пятиярусная колокольня высотой 65 метров

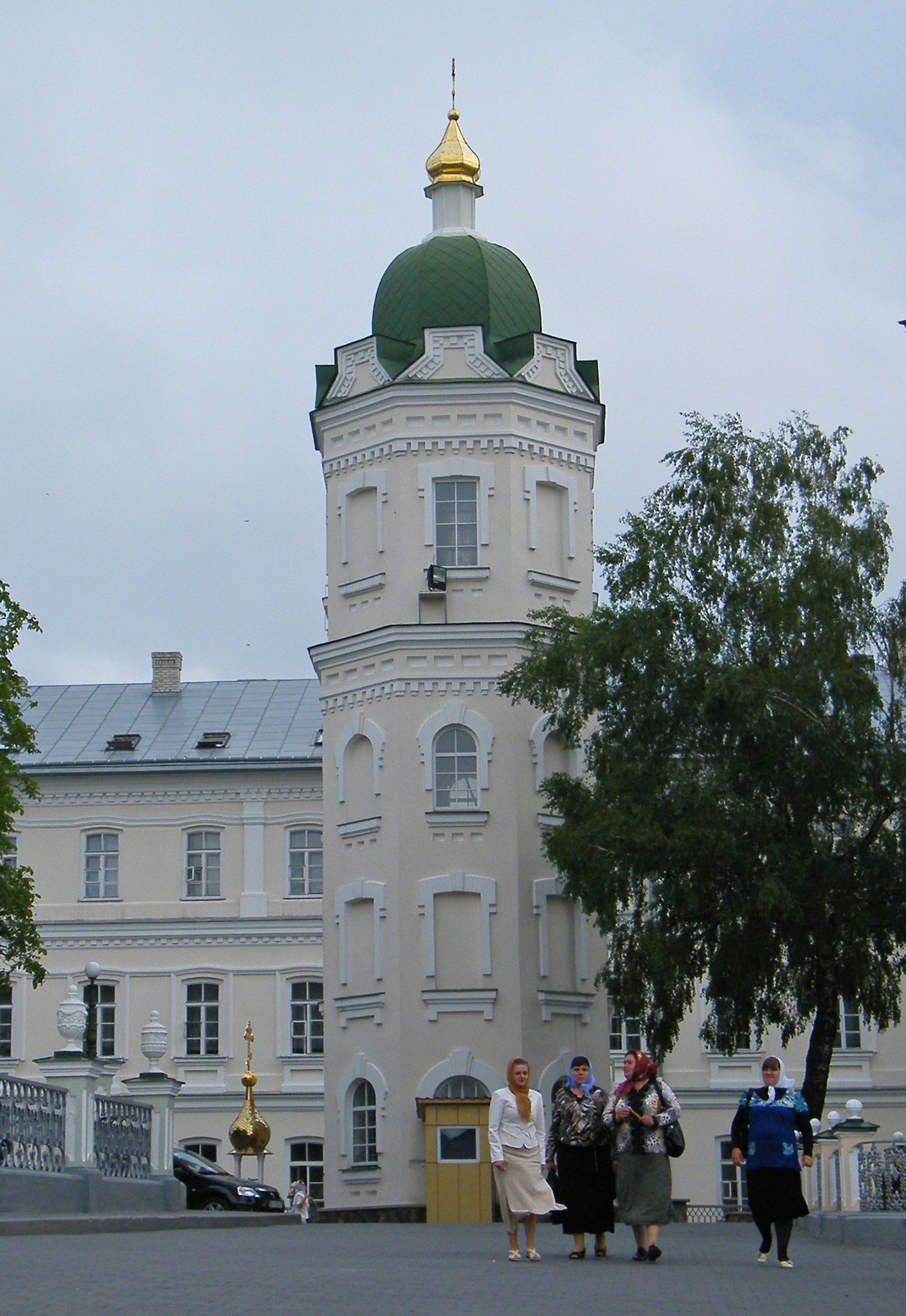
Водонапорная башня

Во второй половине сентября 1939 года Почаев, в течение межвоенного периода находившийся в Волынском воеводстве Польской Республики, был занят Красной армией. Вслед за присоединением в ноябре того же года Западной Украины к СССР был осуществлён перевод православных епархий на данной территории в ведение Московской патриархии (лавра до того находилась под юрисдикцией митрополита Варшавского и всей Польши); архиепископом Волынским и Луцким и вместе с тем священно-архимандритом Почаевской лавры в октябре 1940 года Москвой был назначен архиепископ Николай (Ярушевич).
30 июня 1941 года Почаев был оккупирован немецкими войсками. 18 августа 1941 года епископы, остававшиеся номинально в ведении Московской патриархии, собрались в лавре и, опираясь на постановления Поместного собора 1917—1918 годов в сентябре 1918 года о признании автономного статуса Церкви на Украине, подтверждённые в 1922 году патриархом Московским и всея России Тихоном, а также на Постановление № 362 о самоуправлении церковных епархий, провозгласили создание Украинской автономной православной церкви. 25 ноября 1941 года новый Собор епископов в Почаевской Лавре избрал митрополита Алексия (Громадского) Экзархом Украины.

## Гонения на монастырь в конце 1950-х — 1960-х годах

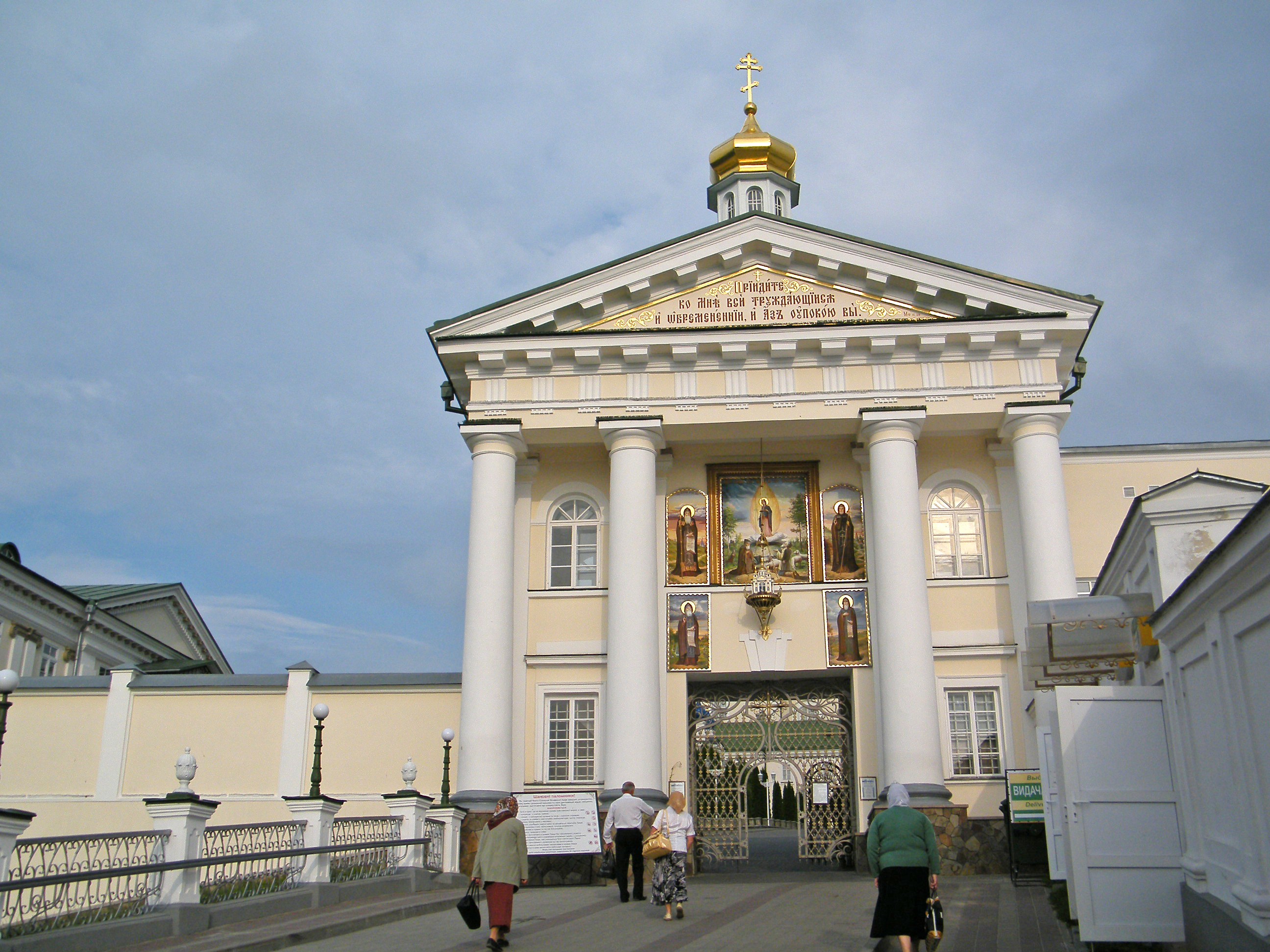
Надвратный корпус (Святые ворота)

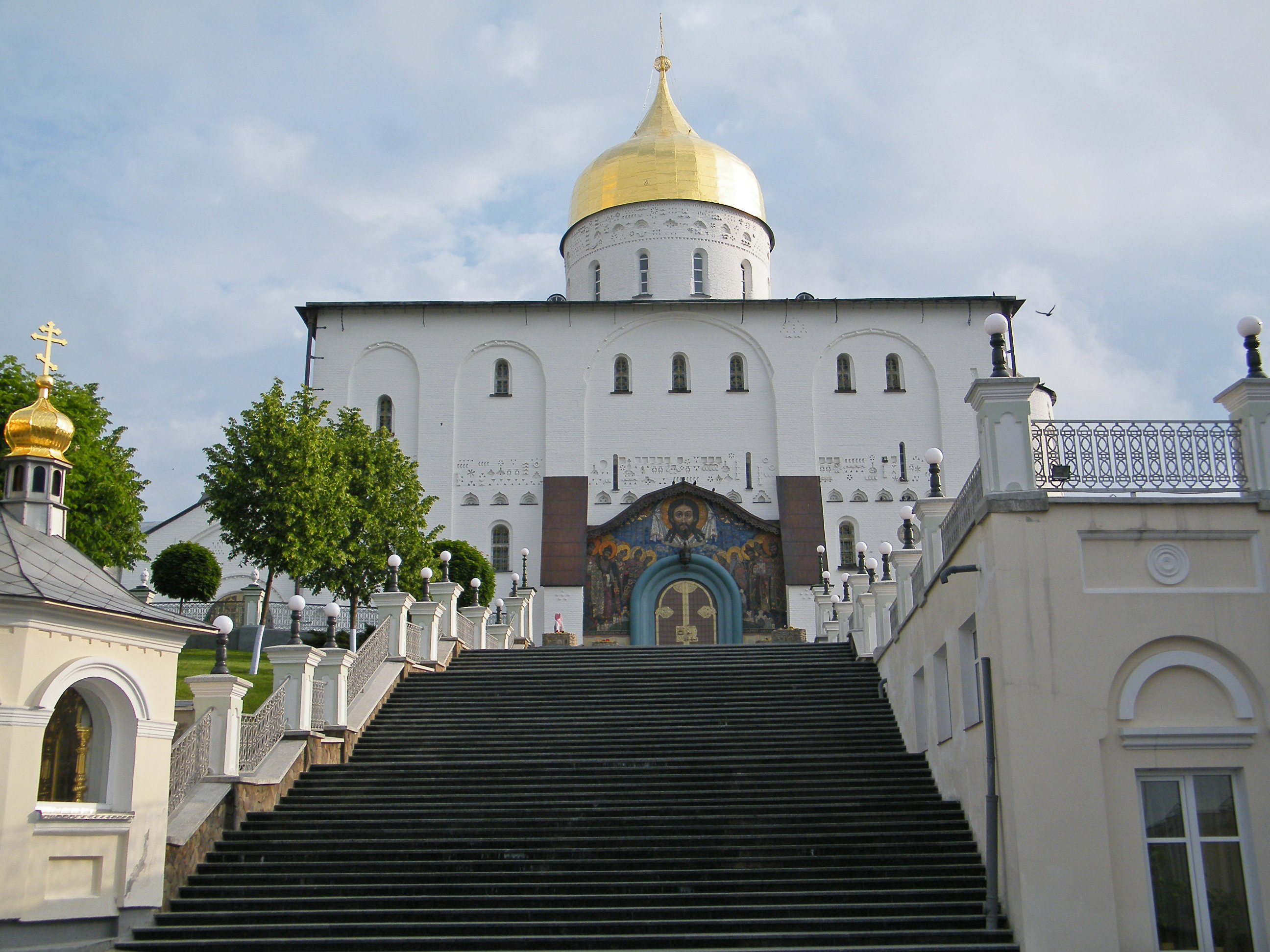
Троицкий собор

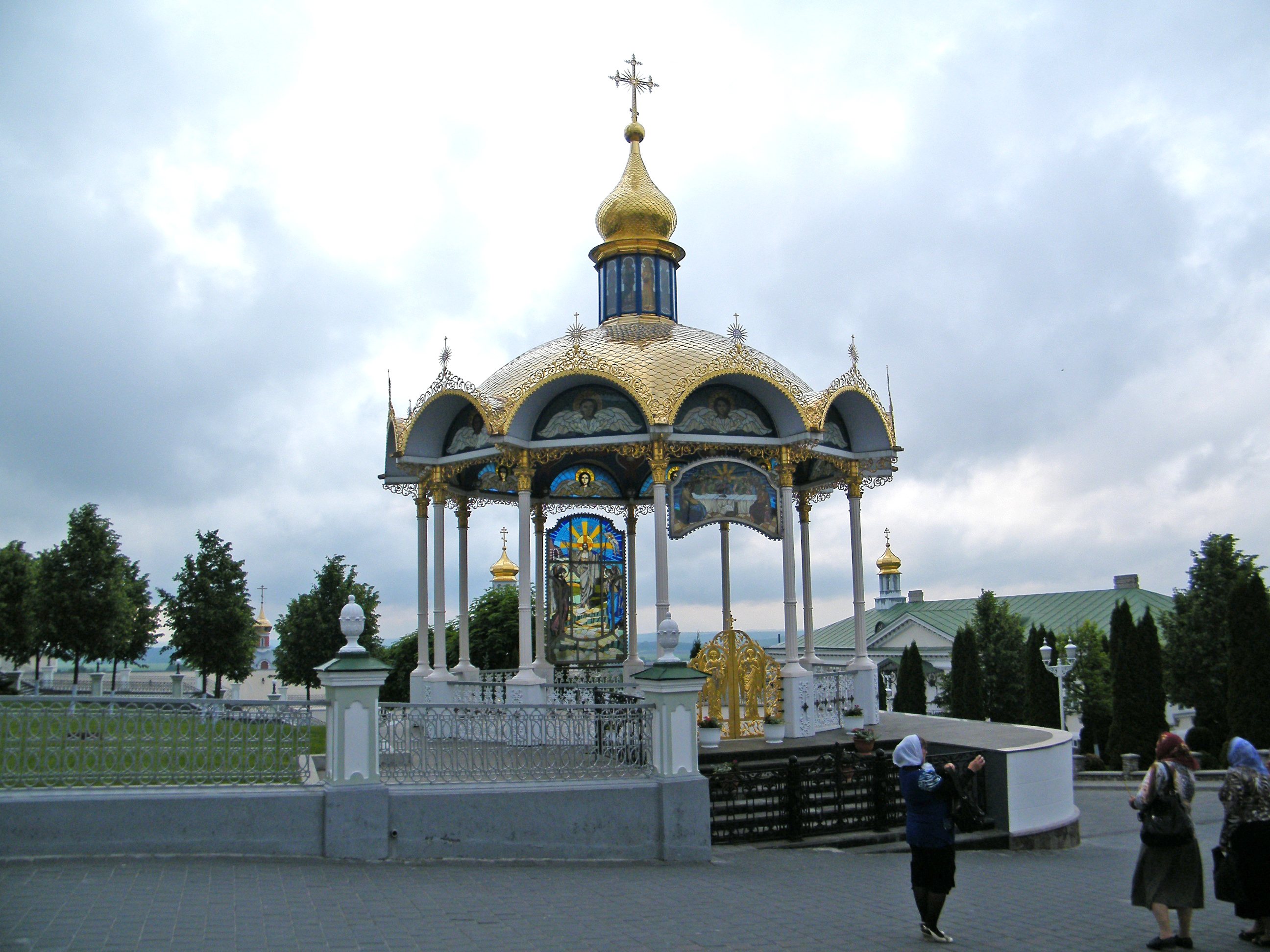
Летний алтарь

На время хрущёвской антирелигиозной кампании в СССР пришлись самые большие гонения на лавру от коммунистических властей. Целью гонений было тотальное и планомерное искоренение религии, и монастыри попали под горячую руку в первую очередь. Процесс ликвидации монастырей начался в 1958 году, когда значительно повысили налог, установленный в 1945 году, на здания и монастырские угодья. Теперь монастыри должны были платить ежегодно 4 тысячи рублей за одну сотку земли. Так, Почаевский монастырь должен был платить 400 тысяч рублей за свои 10 га пахотной земли.
Вскоре эти земельные участки, которые обеспечивали монастыри продуктами питания, были отобраны. У лавры были конфискованы поля и сады, теплица и пасека, огород, сушилка, водокачка и прочее. В 1961 году у неё отобрали архиерейский дом, находившийся на территории лавры, Святые ворота с прилегающими к ним помещениями, затем небольшой жилой корпус. В результате вообще были отобраны все здания, прилегающие к лавре. В доме нынешней семинарии, что стоит у подъёма к Святым воротам, власть устроила «музей атеизма», чтобы ни один паломник не смог пройти мимо. Много ценных вещей и книг перешло в музей. Гостиницу для паломников переоборудовали в психиатрическую лечебницу. Лавре было запрещено нанимать рабочих для работ в мастерских или для сельскохозяйственных работ. Запрещено было проводить любые ремонтно-реставрационные работы. Молодых монахов в монастырь принимать запрещали, старые справиться с работой не могли, тем более не были в состоянии платить грабительские налоги. Монастырь держался за счёт народных пожертвований. Но власти нашли способ, как искоренить и народные пожертвования: постановлением от 16 октября 1961 года запрещались все «организованные паломничества к святым местам», изымались монастырские гостиницы, запрещалось также ночевать в монастырских церквях.
Тем не менее, такой «мягкий» способ закрытия монастыря не достиг успеха. Тогда власти начали прямое давление на всех связанных с лаврой людей: монахов, послушников, богомольцев. К монахам (несмотря на сан и возраст) милиция и КГБ применяли в это время жестокие физические и психологические издевательства, лишение прописки в монастыре, сфабрикованные медицинские комиссии (физически и психически здоровых монахов часто насильно забирали в психбольницы, обнаруживали у них несуществующие инфекционные заболевания; физически непригодных к службе в армии монахов могли насильно забрать в вооружённые силы), побои и, наконец, суды, аресты, отправление в тюрьмы и лагеря. Беспощадные издевательства применялись и к верующим лавры, богомольцам, защитникам монастыря. Жестоко карались те люди, которые помогали монастырю или могли оказывать сопротивление незаконным действиям милиции и КГБ. Верующим (даже паломникам) не разрешалось ночевать на территории монастыря. Паломников не разрешали принимать на ночёвку в частные дома.
Монахи писали обращения патриарху Алексию I, в Совет по делам религий, особенно много писали в органы власти, как местной, так и украинской и союзной. Но эти обращения были в основном безуспешными. Автор религиозно-просветительских программ русской службы Би-би-си епископ Василий (Родзянко) считал, что на судьбу монастыря положительно повлияло участие митрополита Антония Сурожского, привёзшего в редакцию 80 писем из СССР, на основе которых была сделана специальная радиопередача о притеснениях монахов и намерении закрыть лавру.
В 1961 году в Почаевской лавре было 140 монахов, через несколько лет их осталось только 35. Монастырь выстоял, в чём сыграла роль стойкость к гонениям среди тогдашних монахов и то, что монастырь был расположен не в большом городе, а в простом городке в глубине Украины, и не обращал на себя особого внимания.

## Лавра в конце ХХ — начале ХХІ столетий

Духовная семинария

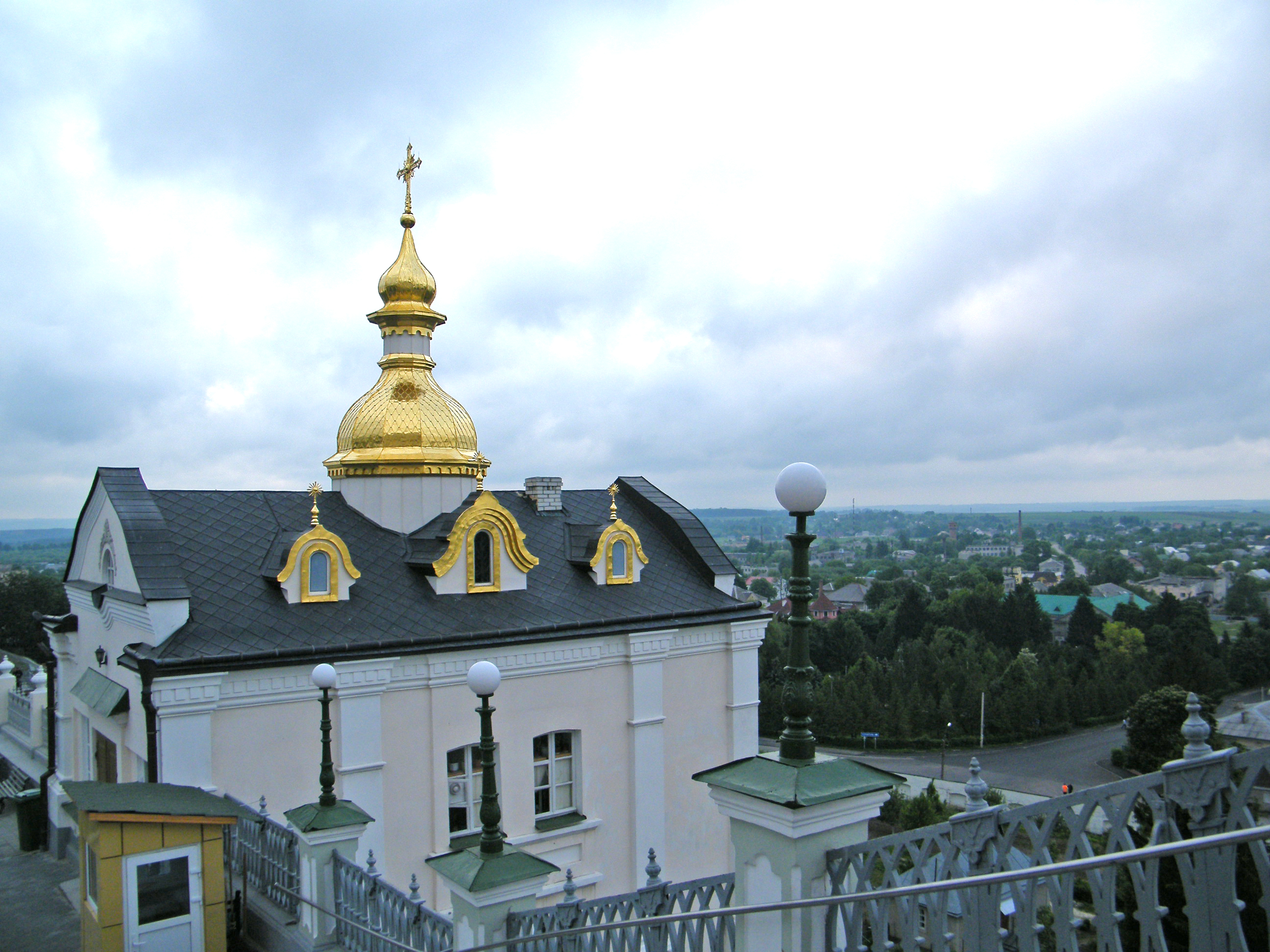
Бывший экскурсионный офис

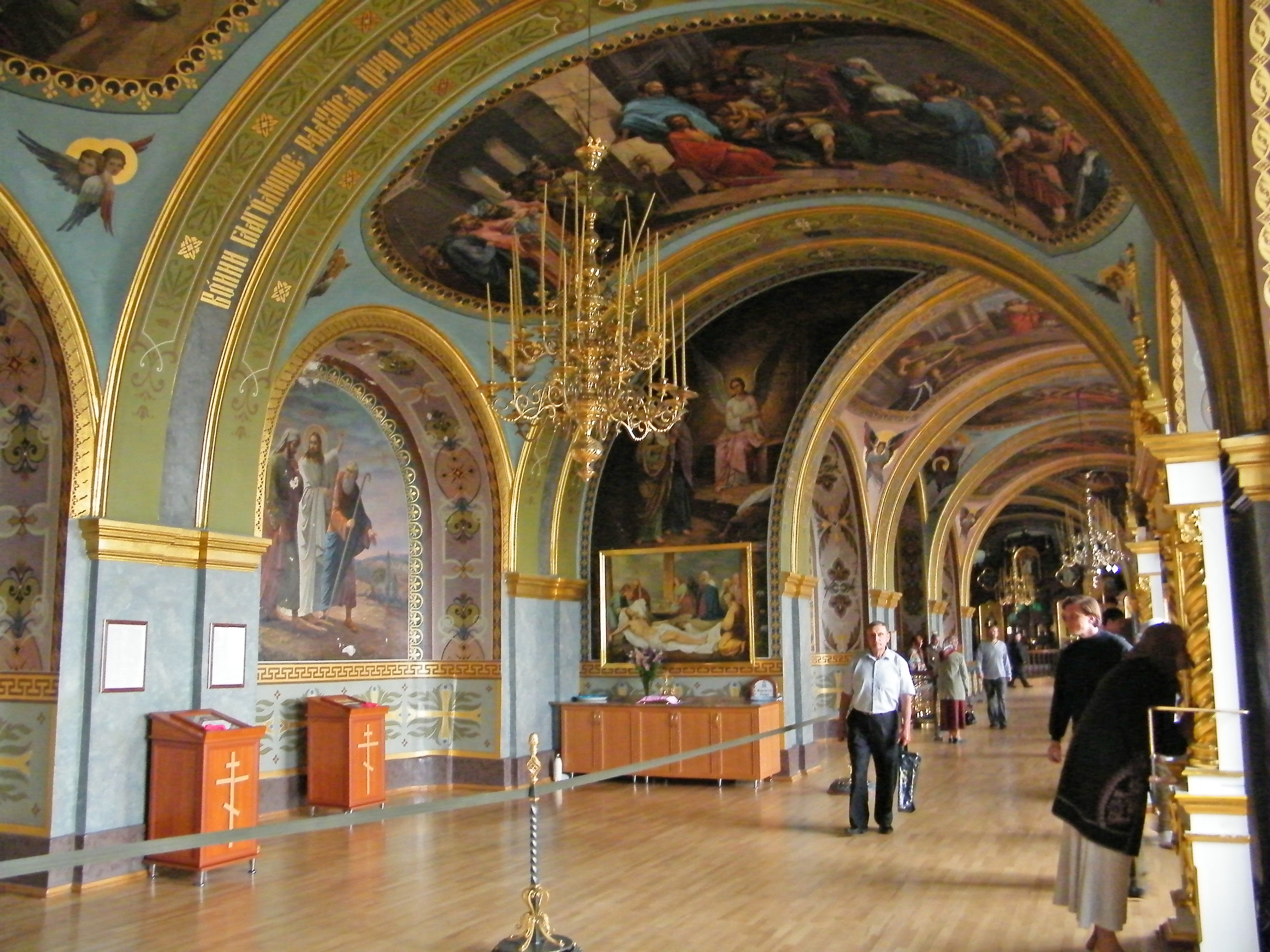
В подземном храме Иова Почаевского

В середине 1980-х годов окрепла связь Почаевской лавры с подмосковной Троице-Сергиевой лаврой. Численность почаевскои братии в то время немного увеличилось за счёт иноков Сергиевой обители.
5 августа 1990 года лавра отмечала 750-летие со дня основания; праздничные торжества возглавил патриарх Алексий II.

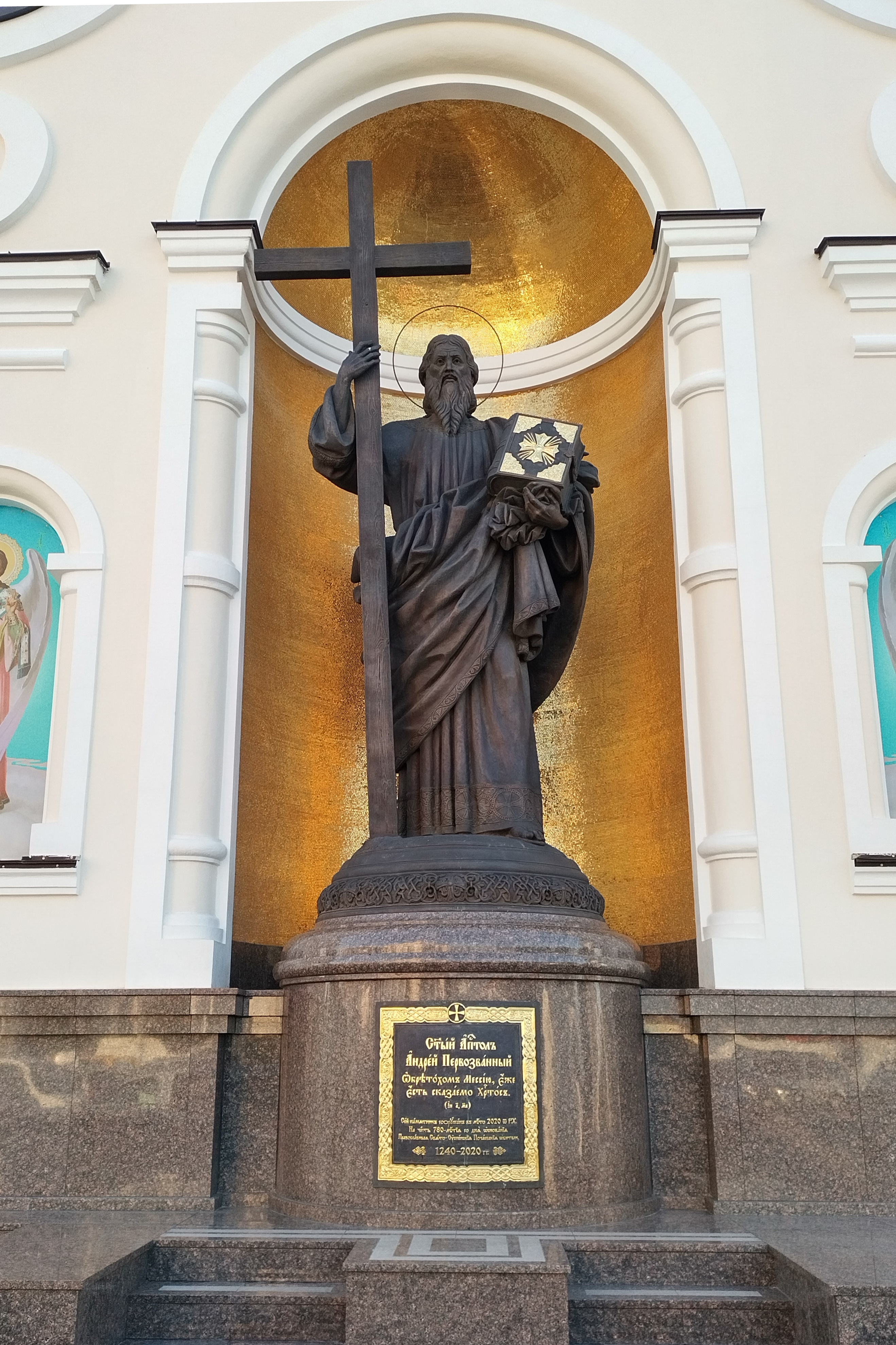
Памятник Апостолу Андрею Первозванному

В 1992 году наместник Лавры епископ Иаков (Панчук) поддержал митрополита Филарета (Денисенко) в обособлении от Русской православной церкви, которое позже переросло в раскол в Украинской Православной Церкви. Епископ Иаков пропагандировал среди монахов идею создания независимой Украинской Православной Церкви, но братия Лавры негативно относились к этому. Конфликт достиг своего апогея на праздник Вознесения 1992 года, когда Иаков самовольно стал поминать Патриарха Константинопольского и снятого с должности митрополита Киевского и всея Украины и лишённого сана Харьковским собором епископов Украинской православной церкви Московского патриархата Филарета и Президента Украины Леонида Кравчука. После литургии, во время обеда в трапезной братия потребовали у Иакова объяснить эти нововведения, ответа на что наместник не дал. Ночью братия ударили в набат, вошла в покои наместника и вместе с группой богомольцев и без насилия попросила покинуть монастырь, и с торжественным пением братии «Достойно есть» епископу Иакову пришлось оставить монастырь.
Новым наместником Лавры был избран иеромонах Феодор (Гаюн), в том же 1992 году на праздник Почаевской иконы Божьей Матери возведённый в сан епископа. Во время его наместничества Лавре были возвращены часть её бывших угодий, сады и некоторые монастырские постройки. Бывший музей атеизма превратили в Богословскую школу, превращённую позднее в Почаевскую духовную семинарию. Бывшую психиатрическую больницу начали перестраивать под гостиницу для паломников. В 1997 году владыку Феодора перевели на Каменец-Подольскую епископскую кафедру, и братия избрали своим наместником архимандрита Владимира (Мороза). Сразу же после его избрания произошло важное изменение в статусе монастыря: он стал ставропигиальный, то есть подчинённым управлению только митрополиту Киевскому Владимиру (Сабодану). С приходом нового наместника в Лавре начался новый наиболее интенсивный этап ремонтных и строительных работ: восстановление Успенского собора, реставрация колокольни, мощение двора перед Троицким собором… Также произошло восстановление гостиницы для паломников, возведение двух мельниц, устройство монастырского сада и пасеки, открытие различных мастерских, бетонирование дороги и прочее. К 2000-летию Рождества Христова на лаврском дворе была построена и освящена новая часовня.

## Современная жизнь обители

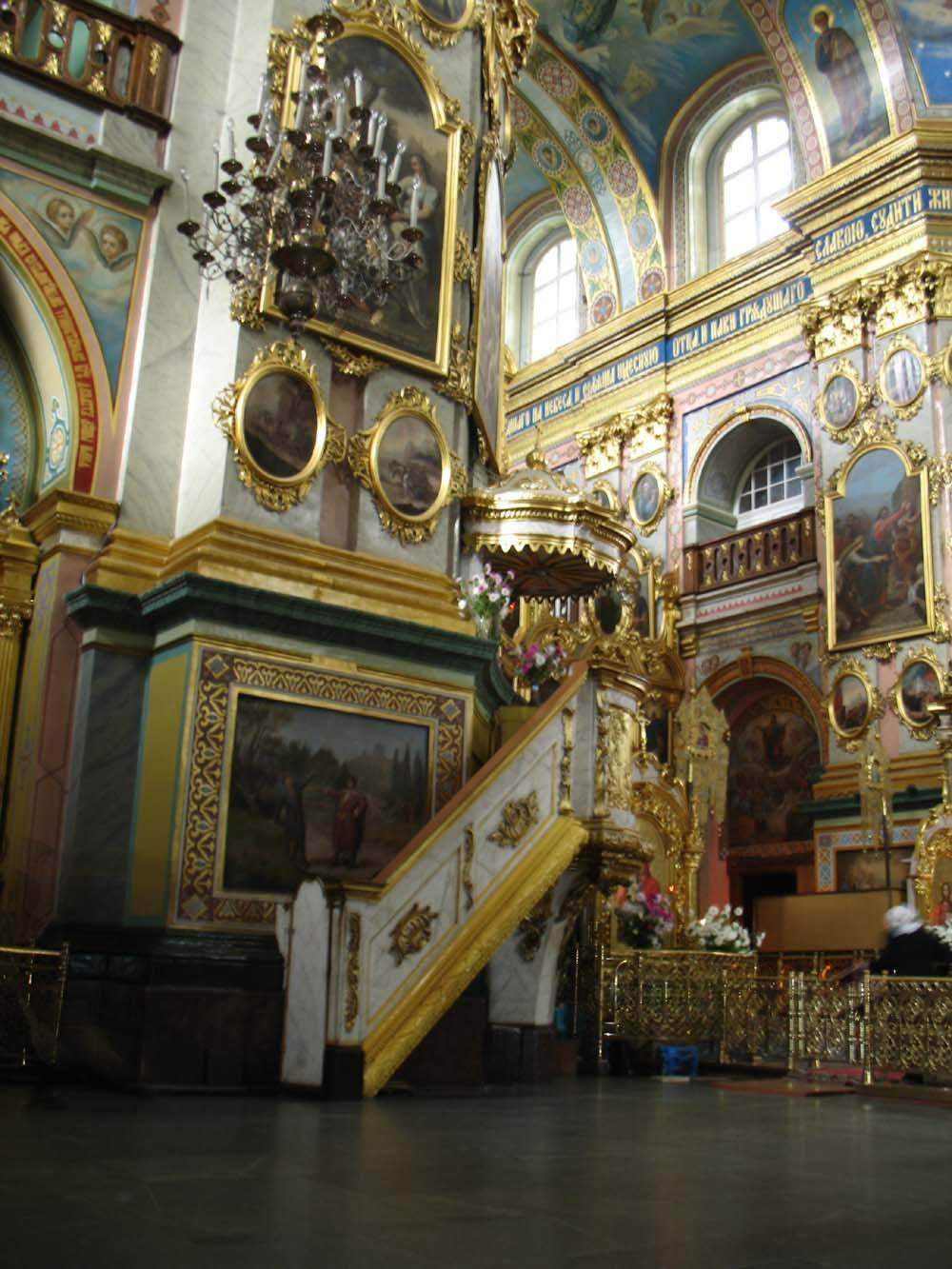
Свято-Успенская Почаевская лавра

С 1997 года лавра имеет статус ставропигии, то есть канонически прямо подчинена юрисдикции митрополита Киевского и всея Украины Украинской православной церкви. Ранее настоятелями монастыря были правящие Волынские, Львовские, после 1988 года — Тернопольские и Кременецкие архиереи.
Наместник лавры, по избранию братиею, с 26 июля 1996 года — архимандрит (с 3 декабря 2000 года епископ (ныне — митрополит) Почаевский, викарий Киевской митрополии) Владимир (Мороз).
В 2011—2013 годах был построен Преображенский собор.
По состоянию на 2018 год в лавре проживают 200 монахов и 50 послушников.

## Праздники Почаевской лавры
- 5 августа — день Почаевской иконы Божией Матери;
- 10 сентября — день памяти преподобного Иова;
- 12 мая — день памяти преподобного Амфилохия.

## Наместники
1. Преподобный Мефодий Первоначальник Почаевский (конец XII — начало XIII)
2. Преподобный игумен Иов Почаевский (1604—1648)
3. Самуил (Добрянокий) (1648—1658)
4. Дорофей (Третьякович) (1658—1659)
5. Досифей (1659—1666)
6. Ефрем (Шацкий) (1666—1668)
7. Софроний (Подчаевский) (1668—1669)
8. Каллист (Мековский) (1669—1675)
9. Феодосий (Левицкий) (1675—1683)
10. Иосиф (Добромирский) ((1675) 1683—1689)
11. Кассиан (Рыбчинский) (1689—1690)
12. Евфимий (Моравский) (1690—1693)
13. Иннокентий (Ягельницкий) (1693)
14. Иакинф (Жуковский) (1693—1699)
15. Иосиф (Саевич) (1699—1711)
16. Лука (Палеховский) (1711—1714)
17. Юстиниан (Радзикевич) (1714—1715)
18. Арсений (Качеровский) (1715—1716)
19. Пахомий (Заблоцкий) (1716—1720)
20. Гедеон (Левицкий) (1720)
21. Антоний (Рафальский) (1832—1834)
22. Григорий (Немоловский) (1834—1848)
23. Неофит (Лелннович) (1848—1860)
24. Архимандрит Амвросий (Лотоцкий) (1860—1865)
25. Архимандрит Феодосий (1865—1868)
26. Архимандрит Павел (июль 1868 — декабрь 1868)
27. Архимандрит Михаил (1868—1871)
28. Архимандрит Смарагд (1871—1872)
29. Архимандрит Иоанн (Якубович) (1872—1883)
30. Архимандрит Геронтий (1883—1884)
31. Архимандрит Валентин (1884—1886)
32. Архимандрит Модест (Стрельбицкий) (1886—1891)
33. Архимандрит Ириней (1891—1895)
34. Архимандрит Филарет (1895—1900)
35. Архимандрит Амвросий (Булгаков) (9 сентября 1897 — сентябрь 1909)
36. Архимандрит Тимолай (Ерин) (1905—1912)
37. Архимандрит Паисий (Патокин) (1912—1920)
38. Архимандрит Дамаскин (Малюта) (1920—1931)
39. Архимандрит Паисий (Патокин) (1931 (повторно))
40. Архимандрит Никодим (Гонтаренко) (1931—1932)
41. Архимандрит Пантелеймон (Рудык) (1931—1940)
42. Архимандрит Панкратий (Гладков) (1941—1943)
43. Архимандрит Панкратий (Кашперук) (1943—1946)
44. Архимандрит Елисей (Абрамчук) (1946)
45. Архимандрит Иосиф (Забарный) (1946—1950)
46. Архимандрит Иннокентий (Леоферов) (1950—1953)
47. Архимандрит Севастиан (Пилипчук) (1953—1962)
48. Игумен Варфоломей (Бабяк) (1962—1964)
49. Архимандрит Августин (Шкварко) (1964—1970)
50. Архимандрит Самуил (Волынец) (1971—1974)
51. Архимандрит Иаков (Панчук) (1974—1982)
52. Архимандрит Николай (Шкрумко) (1982—1985)
53. Архимандрит Марк (Петровцы) (1985—1988)
54. Архимандрит Онуфрий (Березовский) (1988—1990)
55. Епископ Иаков (Панчук) (1990—1992)
56. Епископ Феодор (Гаюн) (1992—1996)
57. Митрополит Владимир (Мороз) (с 1996)[15]

## Святыни

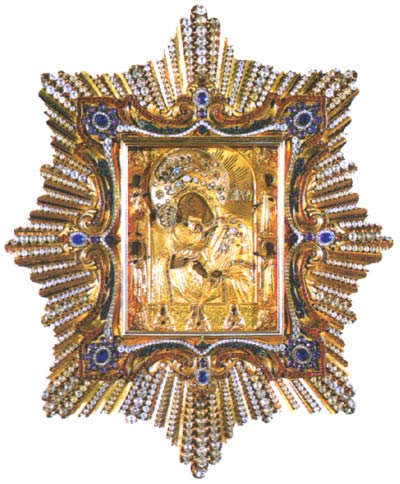
Почаевская икона Божией Матери

- след стопы Божьей Матери с источником целебной воды ;
- Почаевская икона Божией Матери;
- мощи преподобного Иова Почаевского в пещерном храме в честь него же;
- мощи прославленного в 2002 году преподобного Амфилохия Почаевского там же.

## Сооружения

Преображенский собор (2011-2013)

- Успенский собор (1771—1782 гг., арх. Г. Гофман)
- Троицкий собор (1906—1912 гг., арх. А. В. Щусев)
- келии (1771—1780 гг.)
- Архиерейский дом (1825)
- Лаврская колокольня (1861—1869 гг.) высотой 65 м
- надвратный корпус (1835)
- Почаевская духовная семинария
- Храм Великомученицы Варвары
- Подземный храм Иова Почаевского
- Часовня в честь 2000-летия Рождества Христова
- Часовня в честь 400-летия перенесения Почаевской иконы Божьей Матери
- Летний алтарь
- Водонапорная башня
- Преображенский собор (2011—2013 гг.)